# Serres (Aude)
Serres – miejscowość i gmina we Francji, w regionie Oksytania, w departamencie Aude.
Według danych na rok 1990 gminę zamieszkiwało 55 osób, a gęstość zaludnienia wynosiła 14 osób/km² (wśród 1545 gmin Langwedocji-Roussillon Serres plasuje się na 845. miejscu pod względem liczby ludności, natomiast pod względem powierzchni na miejscu 1055.).

## Zabytki
Zabytki w miejscowości posiadające status monument historique:
- zamek w Serres (château de Serres)